# آنا تشيرنيشيفا
آنا سيرجيفنا تشيرنيشيفا (الروسية: Анна Сергеевна Чернышева ؛ من مواليد 29 سبتمبر 2001) هي لاعبة كاراتيه روسية. فازت بالميدالية الذهبية في حدث 55 كجم للسيدات في بطولة الكاراتيه الأوروبية 2021 التي أقيمت في بوريتش ، كرواتيا. كما فازت بإحدى الميداليات البرونزية في حدث 55 كجم سيدات في بطولة العالم للكاراتيه 2021 التي أقيمت في دبي ، الإمارات العربية المتحدة.